# Phare de Milos
Le phare de Milos, également appelé Phare Akradia ou Phare Nisidhes Akradhia est situé sur l'île Akradia au nord-ouest de l'île Milos, dans les Cyclades en Grèce. Il est achevé en 1892.

## Caractéristiques
Le phare est une tour carrée, intégrée dans la maison du gardien, dont la lanterne et le dôme de celle-ci sont de couleur blanche. Il s'élève à 88 mètres au-dessus de la mer Égée.

## Codes internationaux
- ARLHS[3] : GRE-038
- NGA : 15900
- Admiralty[4] : E 4240

## Source
(en) [PDF] List of lights radio aids and fog signals - 2011 - The west coasts of Europe and Africa, the mediterranean sea, black sea an Azovskoye more (sea of Azov) (la liste des phares de l'Europe, selon la National Geospatial - Intelligence Agency)- Version 2011 - National Geospatial - Intelligence Agency - p. 276